# Stenocentrus
Stenocentrus is een kevergeslacht uit de familie van de boktorren (Cerambycidae). De wetenschappelijke naam van het geslacht werd voor het eerst geldig gepubliceerd in 1945 door McKeown.

## Soorten
Stenocentrus omvat de volgende soorten:
- Stenocentrus concolor (MacLeay, 1826)
- Stenocentrus opacicollis (Aurivillius, 1917)
- Stenocentrus ostricilla (Newman, 1850)
- Stenocentrus quietus (Newman, 1857)
- Stenocentrus suturalis (Olivier, 1795)